# 주독일 대한민국 대사관
주독일 대한민국 대사관(독일어: Botschaft der Republik Korea in der Bundesrepublik Deutschland)은 대한민국이 독일에 설립한 대사관이다.

## 연혁
대한민국과 독일은 1883년 11월 26일 당시 조선과 독일 제국 간 통상 우호 항해 조약의 체결을 통해 외교 관계를 시작했다. 제2차 세계 대전 이후 각각 분단된 대한민국과 독일연방공화국(당시 서독)은 1955년 12월 1일에 외교관계를 재개하였고, 1958년 8월 1일 서독 수도 본에 주독일 대사관을 개설하고 손원일 대사가 8월 22일 초대 주독일 대사로 부임하였다. 1960년대 이후 서독으로 대한민국의 광부들과 간호사들이 많이 파견되고, 양국의 높은 경제성장과 정치적으로 분단되어있던 당시 서독과 한국의 상황 등에 힘입어 양국간 우호관계는 더욱 더 증진되었다. 1999년 9월 1일 독일의 행정수도 이전과 함께 베를린으로 새 대사관을 이전했다.

## 역대 대사
| 대수 | 이름           | 임기                                     |
| ---- | -------------- | ---------------------------------------- |
| 1    | 손원일(孫元一) | 1958년 8월 22일(부임) ~ 1960년           |
| 2    | 전규홍(全奎弘) | 1960년 11월 21일(부임) ~ 년              |
| 3    | 신응균(申應均) | 1961년 7월 4일(부임) ~ 년                |
| 4    | 최덕신(崔德新) | 1963년 8월 27일(부임) ~ 년               |
| 5    | 김영주(金永周) | 1967년 9월 9일(부임) ~ 년                |
| 6    | 진필식(陳弼植) | 1974년 3월 8일(부임) ~ 년                |
| 7    | 이창희(李昌熙) | 1975년 9월 17일(부임) ~ 년               |
| 8    | 이문용(李玟容) | 1980년 9월 2일(부임) ~ 년                |
| 9    | 송광정(宋光楨) | 1981년 11월 26일(부임) ~ 년              |
| 10   | 정순근(鄭淳根) | 1984년 5월 9일(부임) ~ 년                |
| 11   | 신정섭(申貞燮) | 1987년 5월 13일(부임) ~ 년               |
| 12   | 신동원(申東元) | 1990년 3월 5일(부임) ~ 년                |
| 13   | 김태지(金太智) | 1993년 5월 4일(부임) ~ 년                |
| 14   | 홍순영(洪淳瑛) | 1995년 2월 4일(부임) ~ 년                |
| 15   | 이기주(李祺周) | 1998년 5월 7일(부임) ~ 년                |
| 16   | 황원탁(黃源卓) | 2000년 10월 24일(부임) ~ 년              |
| 17   | 권영민(權寧民) | 2003년 6월 18일(부임) ~ 년               |
| 18   | 이수혁(李秀赫) | 2005년 6월 15일(부임) ~                  |
| 19   | 최정일(崔禎鎰) | 2007년 3월 26일(부임) ~                  |
| 20   | 문태영(文太暎) | 2010년 3월 3일(부임) ~ 년                |
| 21   | 김재신(金在信) | 2012년 9월 4일(부임) ~ 2015년 4월 19일   |
| 22   | 이경수(李京秀) | 2015년 4월 20일(부임) ~ 2018년 1월 10일  |
| 23   | 정범구(鄭範九) | 2018년 1월 11일(부임) ~ 2020년 11월 6일  |
| 24   | 조현옥(趙顯玉) | 2020년 11월 7일(부임) ~ 2022년 10월 4일  |
| 25   | 김홍균(金洪均) | 2022년 10월 6일(부임) ~ 2023년 12월 31일 |
| 26   | 임상범(林尙範) | 2024년 1월 26일(부임) ~                  |

## 영사 관할 구역
주독일 대한민국 대사관에서는 독일 전체를 외교 관할 구역으로 하며, 베를린, 브란덴부르크주, 작센안할트주, 작센주, 메클렌부르크포어포메른주, 튀링겐주를 영사 관할 구역으로 한다. 

## 같이 보기

### 일반 주제
- 대한민국-독일 관계
- 주한 독일 대사관
- 주독일 조선민주주의인민공화국 대사관

### 독일에 설치한 대한민국 공관
- 주프랑크푸르트 대한민국 총영사관
- 주함부르크 대한민국 총영사관
- 주본 대한민국 분관